# Mersenius (cratera)
Mersenius é uma cratera lunar que se localiza a oeste do Mare Humorum, na parte sudoeste da Lua. No seu sudeste fica a cratera Cavendish, e no sul-sudeste está Liebig. Mersenius tem 84 km de diâmetro e 2,3 km de profundidade. Ela é do período Nectárico, 3,92 a 3,85 bilhões de anos atrás.
A borda de Mersenius é extremamente  erodida, especialmente na sua parte norte. A cratera Mersenius N se localiza na borda  sudoeste. O seu interior foi inundado por lava basáltica, a qual tem uma saliência para cima formando uma forma dé cúpula convexa com uma altura estimada de 450 metros em relação ao limite do solo.Isto foi formado em sua maioria pela subida de lava debaixo da superfície. Há várias pequenas crateras na sua superfície, mas poucas no caminho do pico central. Pelo menos duas rimas se localizam ao longo da superfície do solo.
A leste da cratera, na superfície e nos limites do Mare Humorum está um sistema de rima chamado Rimae Mersenius. Essas rimas  são geralmente paralelas e se estendem para o norte-nordeste por cerca de 230 quilômetros.
A  cratera é assim chamada em homenagem ao filósofo e físico francês do século XVII Marin Mersenne.

## Crateras Satélite
Por  convenção essas formações são identificadas em mapas lunares por posicionamento da letra no local do ponto médio da cratera que é mais próximo de  Mersenius.ref>Bussey, B.; Spudis, P. (2004). The Clementine Atlas of the Moon. Nova Iorque: Cambridge University Press. ISBN 0-521-81528-2</ref>
| Mersenius | Latitude | Longitude | Diâmetro |
| --------- | -------- | --------- | -------- |
| B         | 21.0° S  | 51.6° W   | 15 km    |
| C         | 19.8° S  | 45.9° W   | 14 km    |
| D         | 23.1° S  | 46.8° W   | 34 km    |
| E         | 22.5° S  | 46.0° W   | 10 km    |
| H         | 22.5° S  | 49.9° W   | 15 km    |
| J         | 21.0° S  | 52.8° W   | 5 km     |
| K         | 21.2° S  | 50.7° W   | 5 km     |
| L         | 19.9° S  | 48.4° W   | 3 km     |
| M         | 21.2° S  | 48.3° W   | 5 km     |
| N         | 22.1° S  | 49.2° W   | 3 km     |
| P         | 19.9° S  | 47.8° W   | 42 km    |
| R         | 19.3° S  | 47.6° W   | 4 km     |
| S         | 19.2° S  | 46.9° W   | 16 km    |
| U         | 23.0° S  | 50.0° W   | 4 km     |
| V         | 22.9° S  | 50.5° W   | 5 km     |
| W         | 23.0° S  | 50.8° W   | 5 km     |
| X         | 22.4° S  | 47.9° W   | 4 km     |
| Y         | 22.7° S  | 48.2° W   | 4 km     |
| Z         | 21.0° S  | 50.6° W   | 3 km     |